# 民国合併構想
民国合併構想（みんこくがっぺいこうそう）は、民主党と国民新党の合併構想。

## 概要
2008年9月に非自民勢力の結集のため、民主党と国民新党の合併構想が浮上。2008年9月15日、小沢一郎民主党代表が記者会見で「（両党は）いくつかの選挙区で競合しているが、徹底的に調整するためには一つになることも選択肢だ」と述べ、合併構想を披露。9月16日、小沢一郎民主党代表と綿貫民輔国民新党代表の党首会談が行われ、国民新党の主張である郵政民営化凍結の選挙公約の統一化などを視野にして非公式ながら合併協議が行われた。9月17日に民主党は国民新党へ合併を正式提案をした。
国民新党内には「合流した方が多くの仲間が当選できる」と積極論がある一方、「党の主張する郵政民営化凍結を、合流後の民主党に実現させられるだろうか」といった発言力低下への懸念からの慎重論もあった。
当初は2003年に自由党が民主党に吸収合併された民由合併のような形を模索されたが、長谷川憲正は2004年に参議院比例区で自民党候補として当選していたため、公職選挙法や国会法で参議院議員任期切れの2010年まで国会議員を一度辞職しない限り民主党へ移籍できない問題が浮上。長谷川は全国郵便局長会など「郵政票」が支援する中核議員であったため、長谷川を置き去りにした合併では郵政関係者を逆撫でにし、郵政票が見込めない可能性があった。
一方で、民主党を解党して国民新党と合併する逆さ合併構想や対等合併構想も浮上したが、全国的に組織が形成されている民主党解党の事務手続きが煩雑であること、形式的とは言え一度でも民主党を解党すれば民主党比例出身議員の政党移籍制限が無くなり、民主党参議院議員が自由民主党に移籍しやすくなり、自由民主党による引き抜き工作がしやすくなる問題が懸念された。
さらに国民新党が自らのアイデンティティーを誇示するために党名「民主党」の変更を要求したが、民主党がそれを拒否。合併交渉は当面中断となり、第45回衆議院議員総選挙に向けては協力関係を続けていくことが確認された。
2009年8月の第45回衆議院議員総選挙で民主党への政権交代が確実となると、民主党と国民新党は社会民主党も参加する形で連立政権に合意し、民社国連立政権が誕生した。
2010年7月に第22回参議院議員通常選挙を経たことで、かつての長谷川憲正のように参議院比例区で自民党候補として当選した国会議員がいなくなったことで、合併の障害は無くなった。しかし、郵政改革法案における民主党が消極姿勢を見せたことで連立政権は維持してはいるものの衆参で統一会派を解消したこともあり、合併は不透明になった。
2013年2月に自見代表が自由民主党に党の合併を申し入れたが自民党は拒否した。
2013年3月に国民新党が解党した。